# Socha svatého Františka z Pauly (Hořiněves)
Socha svatého Františka z Pauly se nalézá na návsi v obci Hořiněves v okrese Hradec Králové u křižovatky silnic vedoucích do obcí Sendražice a Račice nad Trotinou. Barokní pískovcová socha pochází z roku 1738 a je pravděpodobně dílem barokního sochaře Jiřího Pacáka. Tato socha je chráněna jako kulturní památka ČR. Národní památkový ústav tuto sochu uvádí v katalogu památek pod rejstříkovým číslem ÚSKP 28633/6-617.

## Popis
Barokní socha svatého Františka z Pauly stojí trojúhelníkovém podstavci. Socha je ohraničena nízkým kovovým plotem.
Na podstavci je umístěn trojboký pilíř se segmentově vykrojenými čely, v nárožích ozdobený mohutně vyvinutými stojatými volutami, které jsou na bocích zdobeny plastickými rostlinnými závěsy a listeny v patě. 
Na severní straně pilíře směrem do návsi se nalézá vykrajované zrcadlo v čele s kartuší se závitnicovými okraji, ve které je vytesán nápis s chronogramem představujícím letopočet 1738. Pilíř je zakončen kladím s mohutnou římsou uprostřed segmentově vzedmutou.  
Nad římsou opřen o nárožní ležaté voluty stojí vlastní sokl sochy s konkávně prohnutými stěnami a římsovým zakončením. Vlastní socha světce představuje mužskou postavu s kápí, stojící v natočeném kontrapostu, oděnou v řasnatém rouchu přepásaném provazem. Obličej s plnovousem a dlouhými vlasy hledí vzhůru, okolo hlavy je kovová svatozář. Světec drží oběma rukama železný kříž.

## Galerie

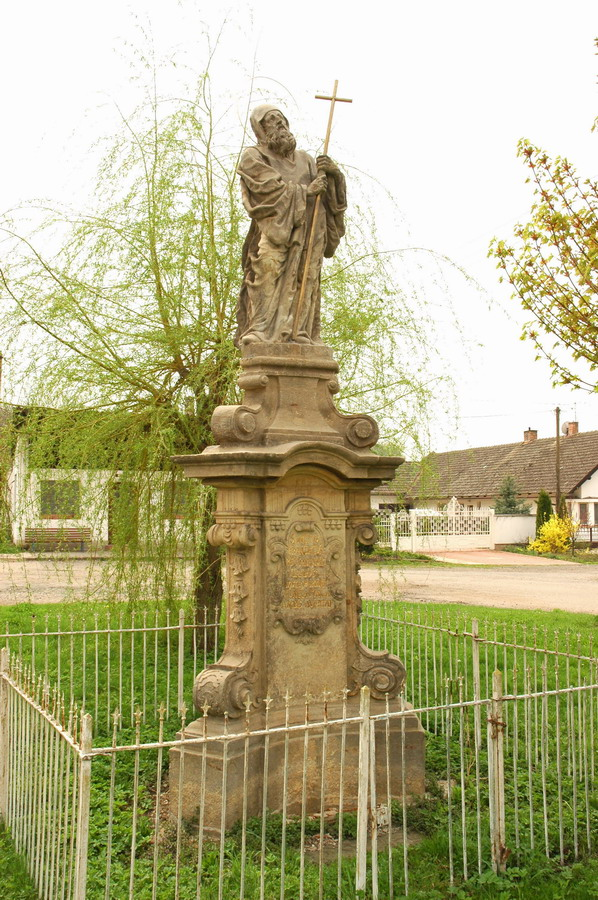
Socha svatého Františka z Pauly v Hořiněvsi